# Young Engineers’ Satellite 2
Der Young Engineers’ Satellite 2 (YES2) war ein Satellit, der im Auftrag des ESA Education Office durch die Firma Delta-Utec SRC fast ausschließlich von Studenten erbaut worden war. Der rund 35 Kilogramm schwere Satellit wurde am 14. September 2007 um 11:00 Uhr UTC vom Kosmodrom Baikonur in Kasachstan auf einer Sojus-U-Trägerrakete als Teil der Foton-M3-Mission ins All gebracht. Nach Durchführung eines Space-Tether-Experiments verglühte er am 26. September 2019 planmäßig in der Erdatmosphäre.

## Missionsziel
Aufgabe der Yes2-Mission war es, eine sogenannten Tether abzuspulen, ein 0,5 mm dünnes und 30 km langes Seil aus Dyneema-Kunstfasern, an dessen Ende sich die Wiedereintrittskapsel Fotino befand. Fotino sollte mit Hilfe des Tethers ohne die sonst üblichen Raketenstufen oder Triebwerke auf eine Wiedereintrittsflugbahn gebracht werden, um an einem integrierten Fallschirm sicher wieder in Kasachstan zu landen.

## Das Projekt
In diesem Projekt wurden die meisten Arbeiten (wie Design, Konstruktion und Integration) von Studenten und jungen Ingenieuren durchgeführt.
In der Anfangsphase waren die Aufgaben neben dem Standort von Delta-Utec SRC noch auf fünf Universitäten verteilt. Diese „Centers of Expertise“ waren: die Universität Kent (Großbritannien), die Universität Patras (Griechenland), die Universität Modena und Reggio Emilia (Italien), die Hochschule Niederrhein in Krefeld (Deutschland) und die Staatliche Universität für Luft- und Raumfahrt Samara (Russland). Dort wurden die Arbeiten jeweils von einem Professor geleitet und insgesamt von Delta-Utec koordiniert.
In der Endphase konzentrierten sich die Arbeiten mehr und mehr auf das Büro von Delta-Utec in Leiden (Niederlande) und das nah gelegene ESA-Zentrum ESTEC in Noordwijk. Dort wurde der Satellit schließlich zusammengebaut und mehrere Wochen lang getestet.
Die Testkampagne umfasste unter anderem:
- das Feststellen der elektromagnetischen Verträglichkeit in der EMV-Testkammer „Maxwell“ des ETS-Testzentrums,
- das Simulieren der Weltraumbedingungen in der thermischen Vakuumkammer,
- einen Vibrationstest auf dem „shaker table“, um die beim Start auftretenden Kräfte zu simulieren und zu gewährleisten, dass der Satellit diese unbeschadet übersteht,
- Funktionstests aller Komponenten und Systeme.

Anfang Mai 2007 wurde Yes2 an die ESA übergeben und zu ZSKB-Progress in Samara (Russland) verschickt, wo der Satellit im Juni 2007 erstmals zu Testzwecken mit dem russischen Foton-M3 verschraubt wurde. Nach dem Abschluss der Tests wurde er getrennt von Foton-M3 nach Baikonur gebracht, wo alle Teile zusammengebaut und am 14. September 2007 ins All gestartet wurden.

## Aufbau des Satelliten

### FLOYD
Der Foton Located YES2 Deployer (FLOYD) ist am russischen Foton-M3 fest montiert und beherbergt den Großteil der Yes2-Elektronik und auch den Tether. FLOYD besteht aus einem sechseckigen Kanister in dem sich der Tether aufgewickelt auf einer Spule befindet. Die Elektronik befindet sich in Boxen zum einen oberhalb des Kanisters im sogenannten „Attic“ und zum anderen in einer an der Seite des Kanisters angebrachten würfelförmigen Box, die „XBOX“ genannt wird. Oberhalb des Attics befindet sich das „Ejection-System“ und der „Barberpole“. Der Barberpole stellt eine Bremse für den Tether dar. Hier wird mit Hilfe eines Schrittmotors der Tether bei Bedarf um eine runde, raue Stange gewickelt, um mittels Reibung den Tether abzubremsen.

### MASS
Das Mechanical and data Acquisition Support System (MASS) ist zu Beginn der Mission an FLOYD befestigt. Das freie Ende des Tethers ist hier befestigt.
MASS besteht aus einer runden Grundplatte, einem darauf angebrachten Zylinder und einem auf dem Zylinder montierten Trichter. Rund um den Zylinder sind weitere Boxen mit Elektronik befestigt, die die Freisetzung der Wiedereintrittskapsel steuern.

### Fotino
Fotino ist eine etwa 5,5 kg schwere, kugelförmige Kapsel bestehend hauptsächlich aus Silizium, Aluvac, Polyurethan und Aluminiumoxid. Sie war zu Beginn der Mission im MASS-Trichter mit Gurten befestigt. In ihrem Inneren befinden sich Instrumente zur Positionsbestimmung und Kommunikation.

## Missionsverlauf
Am 25. September 2007, dem elften Tag der zwölftägigen Mission von Foton-M3, wurde Yes2 aktiviert. Daraufhin wurde ein Pyrocutter gezündet, der die Halteelemente zwischen MASS und FLOYD löste. Drei Federn drückten MASS daraufhin weg von FLOYD. Der Tether der sich zwischen den beiden Elementen befand, wickelte sich langsam von der sich innerhalb von FLOYD befindenden Spule.
Nachdem ein 3380 m langer Abschnitt des Tethers abgewickelt war, wurde dieser gestoppt, um das MASS-Fotino-Gespann auf die Landezone in Kasachstan abzugleichen. Dann sollte der Tether auf seine gesamte Länge von 30 km abgespult werden. Daraufhin war MASS/Fotino in einem niedrigeren Orbit als Foton-M3 und war dadurch schneller. Der Tether verhinderte allerdings ein Davoneilen und zwingt MASS/Fotino zum Abbremsen und zu einer rückwärtigen Pendelbewegung.
Zunächst wurde angenommen, dass der Tether bereits bei einer Länge von 8,5 km gekappt worden sei. Nach Auswertung aller Flugdaten geht das Projektteam jedoch davon aus, dass der Tether bis zu der vollen Länge von 31,7 km, d. h. länger als geplant, abgewickelt wurde. Aus den Flugdaten ließ sich berechnen, dass Fotino in der Nähe des Aralsees niederging. Die Sonde wurde bisher nicht aufgefunden.
Nach dem Absprengen von Fotino wurde der Tether auf der Seite von FLOYD abgetrennt und verglühte zusammen mit MASS in der Atmosphäre, wie auch FLOYD zusammen mit Foton (außer der Rückkehrkapsel) nach dem Ende der Foton-M3-Mission.